# Miragaia
Miragaia ("podle oblasti Miragaia v Portugalsku") byl rod stegosauridního ptakopánvého dinosaura, který žil v období svrchní jury (asi před 151 až 145 miliony let) na území dnešního Portugalska a také USA.

## Popis
Tento asi 6 až 6,5 metru dlouhý a 2000 kg vážící dinosaurus má zdaleka nejdelší krční část páteře z celé své skupiny, představující zhruba 1,8 metru (30 % z celkové délky páteřního oblouku). Krk tvoří nejméně 17 obratlů. Dlouhokrký stegosaurid byl zřejmě zvýhodněn například dosahem na výše rostoucí vegetaci. Je dokladem adaptability stegosauridů na změněné podmínky životního prostředí. Podle provedených virtuálních simulací byl ocas tohoto stegosaurida velmi nebezpečnou zbraní, kterou dokázal odrazit útoky většiny teropodních dinosaurů.
Objevy fosilních otisků stop ichnorodu Deltapodus v počtu více než třiceti exemplářů pocházejí z území Portugalska (pozdně jurské souvrství Lourinha), patrně náležely dacentrurinnímu stegosauridovi (nejspíš právě "dlouhokrkému" rodu Miragaia).

## V populární kultuře
Miragaia se objevuje například ve druhé epizodě amerického trikového televizního dokumentu Dinosaur Revolution z roku 2011.

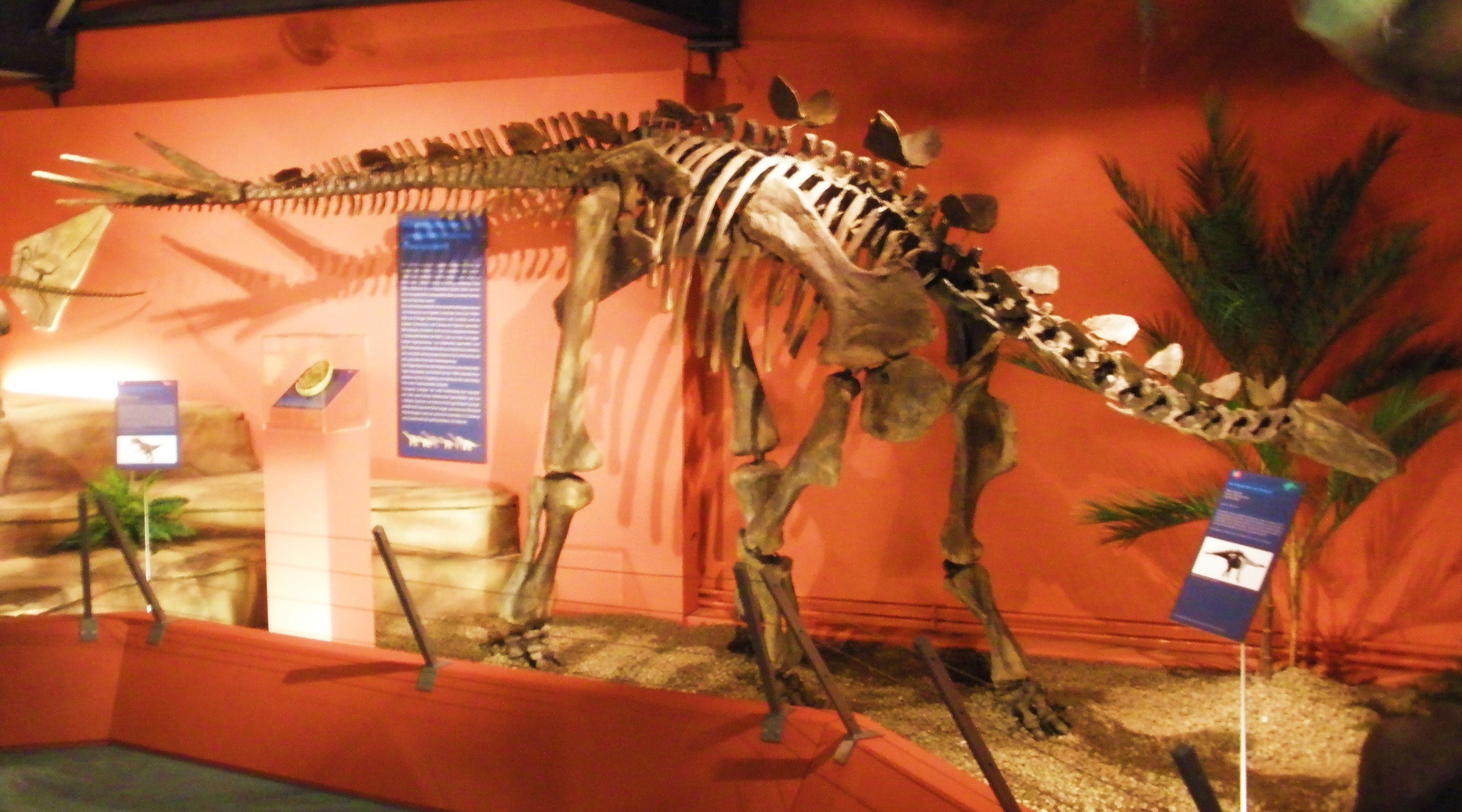
Miragaia longicollum - rekonstrukce kostry

### Česká literatura
- SOCHA, Vladimír (2021). Dinosauři – rekordy a zajímavosti. Nakladatelství Kazda, str. 65.